# Língua abui
Abui é uma língua Papua não-Austronésia falada pelo povo Abui do arquipélago Alor, área central da ilha Alor principal, província Sonda Oriental. Seu nome nativo no dialeto é Abui tanga, cuja tradução literal é 'língua das montanhas'.

## Classificação
Abui é um membro do grupo das línguas de Alor-Pantar, dentro da família de idiomas de Timor-Alor-Pantar (AP).
. Com base em inovações de consoantes fonológicas compartilhadas, sabe-se que Abui faz parte do subgrupo Alor junto com as línguas Blagar, Adang, Klon, Kui language, Woisika, Kamang, Sawila e Wersing.

## História
As línguas Alor-Pantar têm, em geral, 3 mil anos de idade.
Parece que os falantes de línguas Proto-AP emprestaram certas palavras austronésias antes da dissolução do Proto-AP; Essas palavras de empréstimo sofreram mudanças sonoras regulares e, portanto, podem ser reconstruídas para Proto-AP.

## Geografia
O Abui é falado por cerca de 16 mil pessoas na parte central da Ilha de Alor, na província de Sonda Oriental, Indonésia.

### Dialetos
Abui tem uma série de dialetos divididos entre os Norte, Sul e Ocidental. Os dialetos do norte falados em torno de aldeias de Mainang, Masape, Takalelang e Atimelang foram objeto de estudo linguístico.
Os dialetos do sul são falados em torno de Kelaisi e Apui; Os dialetos ocidentais são falados em torno de Mataru, Fanating e Moru. Esses dialetos permanecem sem estudo.
Abui é uma língua marcada pela raiz das palavras e seus afixos. Os prefixos pronominais marcam os possuidores sobre os substantivos e os argumentos subjugados dos verbos. A morfologia nominal é restrita à inflexão do possuidor; As inflexões de número, caso e gênero não aparecem. A morfologia verbal é elaborada, incluindo inflexão de pessoa e aspecto. Composição e serialização de verbos são comuns.

## Situação
O grupo étnico Abui atraiu a atenção de pesquisadores estrangeiros desde 1930. A antropóloga cultural americana Cora DuBois viveu entre 1937 e 1939 na vila de Atimelang. Sua pesquisa está documentada em sua monografia 'The People of Alor'. Cora DuBois foi acompanhada pela socióloga holandesa Martha Margaretha Nicolspeyer que conduziu um estudo da estrutura social do povo Abui.
Após a Segunda Guerra Mundial, W.A.L. Stokhof e H. Steinhauer realizaram uma pesquisa linguística sobre Alor e Pantar.
Mais tarde, W.A.L. Stokhof publicou e analisou um dos textos coletados por Nicolspeyer.
Os esforços de documentação linguística foram realizados recentemente pela Universidade de Leiden. Como um dos resultados do projeto, uma descrição da gramática de Abui foi publicada. More recently a tri-lingual Abui-Indonesian-English dictionary was published in Indonesia. Foi publicado também um dicionário que foi acompanhado por uma coleção tri-lingual de histórias de Takalelang e Tifolafeng.

## Fonologia
O Abui tem um inventário fonêmico relativamente simples com 16 consoantes nativas e três oriundas de outras línguas. Há 5 vogais curtas e também 5 longas. Em alguns casos léxicos encontram-se tons.

### Consoantes
|                     | Bilabial | Bilabial | Labio- dental | Labio- dental | Alveolar | Alveolar | Palatal | Palatal | Velar | Velar | Labio velar | Labio velar | Glotal | Glotal |
| ------------------- | -------- | -------- | ------------- | ------------- | -------- | -------- | ------- | ------- | ----- | ----- | ----------- | ----------- | ------ | ------ |
| Plosiva             | p        | b        |               |               | t        | d        |         |         | k     | ɡ     |             |             | ʔ      |        |
| Africada            |          |          |               |               |          |          | cç      | ɟʝ      |       |       |             |             |        |        |
| Fricativ            |          |          | f             |               | s        |          |         |         |       |       |             |             | h      |        |
| Nasal               |          | m        |               |               |          | n        |         |         |       | ŋ     |             |             |        |        |
| Vibrantel           |          |          |               |               |          | r        |         |         |       |       |             |             |        |        |
| Aproximante         |          |          |               |               |          |          |         | j       |       |       |             | w           |        |        |
| Lateral aproximante |          |          |               |               |          | l        |         |         |       |       |             |             |        |        |

As consoantes /cç/, /ɟʝ/ e /g/ são não-nativas, tendo sido tomadas da língua malaia em décadas recentes.

### Vogais

#### Monotongos
|          | Curtas    | Curtas   | Longas    | Longas |
| Anterior | Posterior | Anterior | Posterior |        |
| -------- | --------- | -------- | --------- | ------ |
| Fechada  | ɪ         | u        | iː        | uː     |
| Média    | ɛ         | ɔ        | eː        | oː     |
| Aberta   | ɑ         | ɑ        | aː        | aː     |

#### Ditongos
|     | /ɪ/ | /ɑ/ | /ɛ/ | /ɔ/ |
| --- | --- | --- | --- | --- |
| /u/ | uɪ  | uɑ  |     | uɔ  |
| /ɪ/ |     | ɪɑ  | ɪɛ  | ɪɔ  |
| /ɑ/ | ɑɪ  |     |     |     |
| /ɛ/ | ɛɪ  | ɛɑ  |     |     |
| /ɔ/ | ɔɪ  |     |     |     |

### Categorias léxicas
Todas as informações nesta seção são de Kratochvíl 2007.
Classes abertas em Abui são substantivos e verbos. As classes fechadas são adjetivos, deicticos, quantificadores, marcadores aspectuais, ligações, advérbios e palavras-chave.
Destas classes de palavras, apenas verbos e substantivos podem combinar com prefixos pronominais. Somente os verbos tomam um dos conjuntos pronominaia, e apenas os verbos combinam com sufixos aspectuais. Algumas raízes podem servir como substantivos e verbos, como tur 'colher / colher' a seguir.
tur como substantivo:
ah, na sei tur mi=se yo!
oh 1SG descer.CNT colher tomar=INCP.I MD.AD
‘ah, Estou prestes a descer para pegar a colher!’
tur como verbo:
fat  ma tur ba di takei=se!:71
milho maduro colher.CPL LNK 3A morder (comer)=INCP.I
‘ Prepara o milho cozido para que ele coma!’
Ao contrário de outros verbos, os verbos estativos não requerem a ligação interativa  ba  quando modificam um substantivo.
Abui tem uma pequena classe de adjetivos. Os adjetivos podem modificar NPs, mas eles não podem liderar um VP. Os verbos estativos, por outro lado, podem modificar os NPs e servir como predicados. Para que uma raiz adjetiva seja usada predicativamente, é necessária a adição do verbo genérico  -i . Compare o adjetivo  akan  'black', com o verbo estativo  fing  'ser o velho', a seguir.
akan como modificador NP:
kaai akan  kaliet-a
Cão preto-ser.em
'O cão preto é velho'
akan-i como predicado:
kaai akan-i
Cão preto-colocar
'O cão é preto' (não é bom para 'cão preto')
fing como modificador NP:
moku fing do
Filho ser.o mais velho
'Este filho mais velho'
fing como predicado:
do-fing
-ser.o mais velho
‘he is eldest’

### Morfologia
A língua Abui é aglutinante e polissintética. Os substantivos geralmente são morfologicamente simples, enquanto os verbos podem ter afixos indicando pessoa e aspecto. As raízes do verbo também se combinam entre si. Algumas palavras são monomorfométricas, consistindo de uma raiz livre, como  nee   comer . Outros são mais morfologicamente complexos:
prefixo-raiz-aglutinada raiz.aglutinada-sufixo ha-bek-d-i 'Quebrou'
:prefixo-raiz-livre raiz.aglutinada-suf ha-bui-d-a 'Tido com entendido

### Alinhamento morfossintático
O Abui tem um alinhamento semântico conduzido pelas características semânticas dos participantes. Um idioma com tal "alinhamento fluido" é muitas vezes referido com língua ativa. No alinhamento semântico, os participantes de instigação, controle e volição são percebidos como os Agentes na construção transitiva e intransitiva. Em Abui, eles são expressos com NPs e pronomes livres. Os participantes afetados são percebidos como o argumento U. Argumentos U são expressos por NPs e prefixos pronominais no verbo. Existem três tipos de prefixos pronominais que distinguem os seguintes tipos de argumentos U: Paciente  (PAT), Destinatários ou Metas (REC) e Benfeitoras ou Locais (LOC).

### Frase nominal
A sintaxe de Abui é caracterizada por ordem constituinte rigorosa. Em um NP, os modificadores seguem o substantivo principal, com exceção de demonstrativo deíticos e possuidores. O modelo NP é fornecido abaixo:
Template de NP: DEMs/NMCs	(POSS-) N	N/ADJ/V/QUANT  ba + NMC	DEMa
O demonstrativo deítico indica a localização espacial do referente e, juntamente com a marcação do possuidor, precedem a cabeça (N). Adjetivos (A), verbos estativos (V) e quantificadores (QUANT) seguem a cabeça (raiz). O constituinte final de uma NP é geralmente uma anáfora demonstrativa (DEM  a ) que indica a "localização do discurso" do referente. As cláusulas de modificação de substância (NMC) geralmente ocorrem seguindo a cabeça (raiz) ligada a  ba . No entanto, uma NMC que elabora a localização do referente (NMC  s ) ocorre na mesma posição que o demonstrativo deítico, que precede o substantivo principal.

### Estrutura da frase
Em uma cláusula, os argumentos sempre precedem o predicado. A ordem constituinte é rigorosa; A modelo de cláusula é dada abaixo.
Template de Cláusula: ADV	NP PROA 	ADV/DEMs 	NPU 		VP 		NEG		DEMt
Observe que o demonstrativo deítico (DEM  s ) que indica a localização espacial do evento sempre precede o predicado. O demonstrativo (DEM  t ) que indica a localização temporal de um evento é o constituinte da cláusula final.
A ordem constituinte na cláusula é motivada de forma pragmática, e os argumentos proeminentes que ocorrem no discurso anterior são omitidos. Os argumentosde  tópicos podem ser deslocados à esquerda.
Em uma frase, a cláusula principal (MC) pode conter marcação de tempo, aspecto e modor. Em cláusulas subordinadas (SC), a marcação de tempo, aspecto e modor é reduzida e compartilhada com o MC. A posição de um SC em relação ao MC é determinada pelo seu tipo semântico. Os SCs que especificam a localização temporal ou outras configurações do evento expresso no MC devem preceder o MC. Os SC que expressam complementos ou propósitos não-factivos seguem o MC. No discurso, há preferência por cadeias de cláusulas, com MC final totalmente flexionado. Nas narrativas, estratégias como a ligação da cabeça e da cauda são usadas. Mais detalhes podem ser encontrados em Kratochvíl (2007).

### Voz gramatical
Abui, como a maioria das línguas papuanas, não possui uma distinção de voz ativa-passiva.

### Regência verbal
A maioria dos verbos pode ocorrer em construções transitivas ou intransitivas. Abui não tem verbos ditransitivos.

## Escrita
A língua Abui utiliza o alfabeto latino na forma usada pela língua indonésia, o qual não tem as letras Q, V, X, Z; Usam-se o Ng, o apóstrofo (‘)' e os grupos de vogais aa, ai, ea, ee, ei, ia, ie, ii, io, ua, ui, uo, uu.
O tom alto é marcado com acento agudo na vogal, e o tom baixo é marcado com acento grave.

## Exemplo
Poema moku mayol
moku mayol, he-ni-l yal he-fu
Criança mulher 3II.LOC-ser.como.isso.CPL - dê agora 3II.AL-areca.noz
‘ A filha, tornou-se assim, agora sua noz de areca '
he-meting siei he-ya he-maama
3II.AL-areca,videira veio.baixo. ICP 3II.AL-mãe 3II.AL-pai
‘ E sua videira de areca foi derrubada, sua mãe e pai '
moku mayol po-tafuda he-kang he-fanga
Criança mulher 1PL.I.REC-ser.todos 3II.LOC-ser.bom 3II.LOC-dizer.CNT
'A filha, todos nós concordamos'
ma hare, neng he-fing he-kalieta naha=te
Ser.PRX para o homem 3II.LOC - pessoa mais antiga do 3II.AL-velha.pessoa ou
'Sendo assim, os pais e anciãos do homem, ou'
he-ya he-maama+ ko pi yaa mit nate-a tanga
3II.AL-mãe 3II.AL-pai logo 1PL.I vá sentar-se levantar-se-DUR falar
'Sua mãe e pai, vamos negociar'
ananra he-lung ha-liel lung pe-i mit-i mangkaisara
Contar.CNT 3II.AL-porta 3II.PAT-porta de elevação perto de PFV sit-PFV macassarese.drum
'Para abrir a porta, pois (aqueles que) se sentam perto da porta, um makassarese (tambor)
nuku mayol he-bel yawa lohu ayoku mangkaisara nuku
Uma mulher 3II.LOC-compra.javanês.tambor ser.longo dois macassarese.tambor um
"A noiva paga dois longos tambores javaneses, um tambor de Macassarese"
ma hare neng he-ya naha=te he-maama
Ser.PRX assim homem 3II.AL-mãe ou 3II.AL-pai
"Sendo assim, a mãe do homem, ou seu pai"
he-fing he-kalieta pi sama tanga sama ananra
3II.LOC - mais antigo 3II.AL-velha.pessoa 1PL.I ser.com falar NT ser.com contar.CNT
"Sendo assim, a mãe do homem, ou o pai dele"
he-war he-tadeng mi ba awering ha-tàng:441–445
3II.AL-sol 3II.AL-dia ser.em LNK escada 3II.PAT-liberar (entregar)
"O dia em que a jovem será entregue ao marido", acendeu: quando a escada será liberada

## Amostra de texto
Pai Nosso
Lahatala, maama ba melang san mia ane, hafokda haloida, ebuku hefokang sei, omi hesan hemasolang mi, nil buku taha mia do melang san, mia wida, yal war do nala ba hekang hu mi bang nile, nibeka nitafiela a heom pan he, hetawida mi ba nil ama ba beka ming nida samadi, nil mi ba beka tafielang hatàng naha ma, haba nil mi ba hekang hetaluola.